# Pangkham
Pangkham (tiếng Trung: 邦康; Hán-Việt: Bang Khang; bính âm: Bāngkāng, tiếng Wa: Bangkum), gọi là Pangsang, Panghsang (tiếng Trung: 邦桑; Hán-Việt: Bang Tang; bính âm: Bāngsāng) trước năm 1999, là một thị trấn ở phía đông bang Shan của Myanmar. Thị trấn nằm ven sông Nam Hka (南卡江, Nam Ca) gần biên giới với tỉnh Vân Nam của Trung Quốc. Pangkham nằm đối diện với huyện Mạnh Liên của Trung Quốc. Thị trấn này là thủ đô trên thực tế của Bang Wa, về mặt chính thức được xác định là Khu đặc biệt số 2, trong khi Hopang là thủ phủ do chính phủ Myanmar quy định. Thị trấn do Quân Ngõa Bang Liên hiệp (UWSA) kiểm soát, đây là lực lượng quân sự của Đảng Ngõa Bang Liên hiệp được hình thành sau sự sụp đổ của Đảng Cộng sản Miến Điện (CPB) vào năm 1989. Pangkham là đô thị chính của xã Pangsang thuộc huyện Hopnag của bang Shan.
Thị trấn có các khách sạn, cửa hàng, một siêu thị, quán bar karaoke, một khu chơi bowling, và một casino hoạt động 24 giờ. Cuộc sống ban đêm của thị trấn tập trung quanh casino. Thực phẩm tại Pangkham chủ yếu được nhập khẩu từ Trung Quốc. Các ô tô tại thị trấn chủ yếu là của Land Rovers và xe tải nhỏ của Nhật, chúng được nhập lậu từ Thái Lan.
Ngày 17 tháng 4 năm 2009, tại Pangkham đã tổ chức kỷ niệm 20 năm ngày tiến hành chính biến chống lại Đảng Cộng sản Miến Điện, tham gia sự kiện này có các đại diện đến từ chính phủ quân sự, Kokang, Tổ chức Độc lập Kachin (KIO), Quân đội bang Shan - Bắc, và các cựu thành viên của Đảng Cộng sản Miến Điện.
Ngày hôm sau, tức 18 tháng 4 năm 2009, một đám cháy đã phá hủy trạm xăng dầu lớn nhất và 10.000 tấn gỗ tếch trong một nhà kho tại Pangkham, cả hai đều thuộc về một trong các lãnh đạo người Ngõa là Ngụy Học Cương (魏学刚, Wei Hsueh-kang).
Đường từ Panghkam đến Metman dài 48 dặm.